# Antonio Bitetti
Antonio Bitetti (Ginosa, 17 settembre 1974) è un allenatore di calcio ed ex calciatore italiano, di ruolo centrocampista.

## Carriera

### Giocatore
Con le giovanili scolastiche della sua squadra comunale partecipa al torneo Erasmo Iacovone, mettendosi in mostra ed impressionando Walter Nicoletti che lo porta con sé nella Primavera del Taranto. A 17 anni fa il suo esordio in Serie B proprio con la maglia del Taranto, squadra di riferimento della sua provincia di nascita. Nel campionato cadetto colleziona 4 presenze, prima che il club ionico venga radiato per inadempienze con la Covisoc.
Nel 1993 passa al Matera in Serie C1, con cui colleziona 10 presenze.
Nel 1994 firma un quinquennale con il Cagliari, squadra di Serie A. Nelle prime due stagioni con gli isolani, sotto la guida tecnica di Giovanni Trapattoni, colleziona 3 presenze nella massima serie.
Nel 1996 viene ceduto in prestito alla Reggina in Serie B, e si ritaglia un posto in pianta stabile nell'undici di Vincenzo Guerini. In Calabria stringe amicizia col futuro campione del mondo Simone Perrotta, suo compagno di stanza.
Nella stagione successiva il Cagliari lo gira in prestito all'Avellino, in Serie C1. Con gli irpini disputa due stagioni di vertice, collezionando 26 presenze e siglando il suo primo gol tra i professionisti.
Successivamente viene acquistato dall'Ascoli con cui firma un contratto di due anni. Nella prima stagione picena è titolare nello scacchiere di Enzo Ferrari. Nella stagione successiva invece non viene mai schierato dal nuovo allenatore Gianni Simonelli.
Nel 2002, svincolato, si propone alla Fermana, ma al termine del ritiro estivo non riceve la proposta di ingaggio, e non avendo altre offerte, decide di proseguire la sua carriera nei campi di Eccellenza.
Lascia il calcio giocato il 18 marzo del 2003, per un grave infortunio al ginocchio rimediato durante la partita tra Castellaneta e Carovigno.

### Allenatore
Nella stagione 2006-2007 intraprende la carriera di allenatore guidando il Pro Gioia di Gioia del Colle alla salvezza nel campionato di Promozione pugliese. Nella stagione successiva guida l'Irsinese nel campionato di Eccellenza lucana.
Torna in panchina nel 2011 alla guida del Grottaglie nel girone H del campionato di Serie D, ma viene esonerato dopo le prime cinque giornate.